# Diatribe of a Mad Housewife
Diatribe of a Mad Housewife, llamado Diatriba de una ama de casa loca en España y Sátira de un ama de casa fastidiada en Hispanoamérica, es un episodio perteneciente a la decimoquinta temporada de la serie animada Los Simpson, estrenado en Estados Unidos el 25 de enero de 2004. Fue escrito por Robin J. Stein, dirigido por Mark Kirkland y las estrellas invitadas fueron Tom Clancy, Thomas Pynchon y Mary-Kate y Ashley Olsen como sí mismos. En el episodio, Marge escribe una novela romántica, identificando a los personajes principales con ella misma, con Homer y Ned Flanders.

## Sinopsis
Luego de que Homer compra casi todo del menú de Krusty Burger, un burrito lleno explota en el parabrisas, impidiéndole ver el camino. Desorientado, choca contra la Planta Nuclear justo en el momento de una inspección de sanidad, y tras terminar atropellando al inspector es inmediatamente despedido. 
Mientras tanto, Marge, Bart y Lisa se encuentran en la tienda de libros, cuando la primera conoce a la autora Emsé Delacroix, inspirándola a escribir una novela. Homer, mientras tanto, compra una ambulancia Cadillac de 1959, luego de fallar en su nuevo empleo como vendedor de autos.
Marge comienza a escribir una novela sobre las ballenas y los tiempos de su caza, inspirada en el cuadro de la sala de estar, pero al descubrir estar parodiando a Moby Dick, rediseña algunas de las oraciones escritas y comienza un nuevo relato. Esa noche, Homer comienza su servicio de paramédico. Desafortunadamente para sus pacientes, Homer se desorienta fácilmente y se niega a aceptar haberse perdido, manejando en círculos.
Marge crea los personajes de su novela: Templanza Barrows, la dama, ama de casa, inspirada en ella misma; El capitán Mordecai Barrows, el esposo de Templanza, amante de las ballenas, inspirado en Homer; y Cyrus Manley, inspirado en Ned Flanders. Al principio, describe a Mordecai como un exitoso cazador de ballenas, pero Marge, al ver a un malhumorado Homer pidiendo la cena, decide cambiar la personalidad de su personaje: ahora él es un vago y desafortunado pescador ebrio. Poco tiempo después, Marge termina el libro titulándolo "El Corazón Arponeado". Sus críticas iniciales son positivas, por lo que decide publicarlo. Marge le pide a Homer que lea el libro, pero él se queda dormido sin haberlo empezado. Luego, miente diciendo que le encantó el libro. Marge tiene éxito rápidamente, con buenas críticas de Tom Clancy y Thomas Pynchon. Sin embargo, Helen Lovejoy comienza a circular rumores entre la ciudad de que el libro está basado en la vida real de Marge. 
Luego de que a Homer le dediquen varias indirectas de que su esposa lo engañaba, se enoja muchísimo y decide oír el libro en una versión en casetes, leído por Mary-Kate y Ashley Olsen. Cuando termina, se enfada con Marge, y decide ir a por Ned Flanders. Lo persigue en su ambulancia, luego de que Ned escape de su casa. Lisa le revela a Bart que la situación era similar al final de la novela: el capitán Mordecai enfrenta a Cyrus en el borde de un precipicio y lo mata con su arpón; sin embargo, la cuerda del arma se enreda en sus pies, y arroja a ambos al mar. Homer conduce a Ned al borde de un precipicio, en donde lo acorrala sólo para preguntarle cómo hacer para ser un mejor esposo. Cuando Marge llega al lugar comprende la situación y da el asunto por concluido. En casa, Homer y Marge deciden trabajar en su propio proyecto: "¿Quién mató a JFK?".